# Ђорђе Пантелић (политичар)
Ђорђе Пантелић (Београд, 1836 — 27. август 1913, Београд) био је српски правник и политичар, судији Касационог суда, министар просвете и државни саветник,

## Живот и каријера
Рођен је у Београду 1836. године у коме је провео детињство и започео школовање. Завршио је београдску гимназију, а потом је студирао правне науке. Од 1863. године обављао је дужност секретара у суду вароши Београда.
Брзо је напредовао у каријери, и 1868. године именован је за првог секретара у Министарству правде. По државном шематизму из 1875. године Пантелић је именован за званичника Министарства финансија Кнежевине Србије, а од  1884. године и за заменика, а потом и министра просвете.
Преминуо је у Београду, 14/27. августа 1913. године у 77 години живота.

## Признања
- Члан  Сталног правословног одбора.
- Редовни члан Друштва српске словесности од 13. јануара 1863. године
- Почасни члан Српског ученог друштва од 29. јула 1864. године
- Почасни члан Српске краљевске академије од 15. новембра 1892. године.[5][6][7]